# ۸۱۱۶ ژان پرن
۸۱۱۶ ژان پرن (به انگلیسی: 8116 Jeanperrin، نامگذاری:1996HA15) هشت هزار و صد و شانزدهمین سیارک کشف شده‌است که در ۱۷ آوریل ۱۹۹۶ کشف شد.
قدر مطلق سیارک برابر ۱۳٫۸۰ است.
این سیارک به نام ژان پرن فیزیک‌دان فرانسوی نام‌گذاری شده است.